# 7 pluviôse
7 nivôse 7 ventôse
Le septidi 7 pluviôse, officiellement dénommé jour de l'amadouvier, est le 127e jour de l'année du calendrier républicain.
C'était généralement le 26e jour du mois de janvier dans le calendrier grégorien.